# Monika Marija
Monika Marija Paulauskaitė (ur. 31 maja 1998) – litewska piosenkarka popowa i autorka tekstów.

## Życiorys
W 2017 brała udział w litewskiej wersji The Voice, Lietuvos balsas, dołączyła do drużyny Donny'ego Montella. Ostatniego wieczoru zostało ogłoszona zwyciężczynią z liczbą głosów (wynoszącej ponad 32 000), ponad dwukrotnie większej niż laureatka drugiego miejsca, Gabija Lokytė. Na początku 2018 z piosenką „The Truth” zajęła czwarte miejsce w programie Eurovizijos Atranka, litewskich selekcjach do 63. Konkursu Piosenki Eurowizji.
W 2019 ponownie zakwalifikowała się do stawki litewskich selekcji do Konkursu Piosenki Eurowizji, tym razem z piosenkami „Criminal” i „Light On”. Z obiema zakwalifikowała się do finału eliminacji. 21 lutego wycofała z konkursu piosenkę „Criminal”, a z piosenką „Light On” zajęła drugie miejsce w finale. W październiku 2020 będzie brała udział w drugiej edycji programu rozrywkowego LRT Šok su žvaigžde.

## Dyskografia
Albumy studyjne
- Monika Marija (2018)

Single
| Rok  | Tytuł                                      | Album         |
| ---- | ------------------------------------------ | ------------- |
| 2018 | „Safe Zone”                                | Monika Marija |
| 2018 | „The Truth”                                | Monika Marija |
| 2018 | „Tavo Rankose”                             | Monika Marija |
| 2018 | „Pabundu” (Monika Marija fest. Leon Somov) | Monika Marija |
| 2018 | „Criminal”                                 | Monika Marija |
| 2018 | „Light On”                                 | Monika Marija |